# Rijksregisternummer
Het Rijksregisternummer is een uniek identificatienummer toegekend aan natuurlijke personen ingeschreven in België. Iedere burger met ofwel een Belgisch identiteitsdocument ofwel een Belgisch verblijfsdocument heeft zo'n nummer. Rechtspersonen hebben als uniek identificatienummer een ondernemingsnummer, geregistreerd bij de Kruispuntbank van Ondernemingen. Het rijksregisternummer wordt officieel het identificatienummer bij het Rijksregister van de natuurlijke personen genoemd, of ook nog: het nationale nummer. Het rijksregisternummer is eveneens het unieke nummer voor de sociale zekerheid (het INSZ-nummer).
Het wordt toegekend na het invoeren van de basisgegevens door de dienst Bevolking in het Rijksregister. Men vindt het terug op de (elektronische) identiteitskaart of op een kleefbriefje van het ziekenfonds, of men kan het persoonlijk opvragen aan het loket van de dienst Bevolking.

## Samenstelling
Het identificatienummer bevat 11 cijfers:
- Een eerste groep van zes cijfers, gevormd door de geboortedatum in de volgorde: jaar, maand, dag. Maand en/of dag kunnen nul zijn indien de exacte geboortedatum niet bekend is. Indien de persoon niet ingeschreven is in het Rijksregister, maar er toch gegevens moeten worden bijgehouden voor de sociale zekerheid, bijvoorbeeld buitenlandse werknemers die minder dan drie maanden in België verblijven of grensarbeiders, dan wordt een bisnummer toegekend. Bij het bisnummer wordt de geboortemaand verhoogd met 20 of 40. Als bij de aanvraag het geslacht bekend is, wordt de geboortemaand verhoogd met 40, anders wordt ze verhoogd met 20. Indien de persoon vluchteling is en de geboortedatum niet gekend is, wordt de geboortemaand op 00 gezet en de geboortedag op 00 gezet.
- Een tweede groep van drie cijfers dient als herkenning van de personen die op dezelfde dag geboren zijn. Dit reeksnummer is even voor een vrouw en oneven voor een man. Het is de dagteller van de geboortes. Voor een man van 001 tot en met 997 en voor een vrouw van 002 tot en met 998.
- Een derde groep van twee cijfers is een controlegetal op basis van de 9 voorafgaande cijfers. Dat wordt berekend door het getal van negen cijfers, dat gevormd wordt door de aaneenschakeling van de geboortedatum en het reeksnummer, te delen door 97. De rest van deze deling ("modulo") wordt van 97 afgetrokken. Het aldus verkregen verschil is het controlenummer. Voor personen geboren in of na 2000 moet men een 2 voor het getal van negen cijfers zetten (+ 2000000000) alvorens te delen door 97.

Voorbeeld: Is een man geboren op 01 februari 1990, dan is een mogelijk nummer 90.02.01-997-04. Immers, 900201997 gedeeld door 97 is 9280432+93. Het verschil van 97 en de rest levert 97 - 93 = 04 op.

## Reglementering
Koninklijk besluit van 3 april 1984 betreffende de samenstelling van het identificatienummer van de personen die ingeschreven zijn in het Rijksregister van de natuurlijke personen (Belgisch Staatsblad van 21 april 1984), gewijzigd door het koninklijk besluit van 25 november 1997 (Belgisch Staatsblad van 16 december 1997).
Het koninklijk besluit van 25 november 1997 heeft de samenstelling van het identificatienummer van het Rijksregister van de natuurlijke personen aangepast met het oog op de overgang naar het jaar 2000 (bij het volgnummer van inschrijving wordt opnieuw begonnen voor de personen die geboren zijn in of na het jaar 2000; toevoeging van het cijfer 2 vóór de aaneenschakeling van de negen cijfers van geboortedatum en reeksnummer met het oog op de berekening van het controlegetal).

## Bescherming van de persoonlijke levenssfeer
Het gebruik van het rijksregisternummer is beperkt door de wet op de bescherming van de persoonlijke levensfeer en mag enkel gebruikt worden mits een machtiging is verleend voor een welomlijnd gebruik. Deze machtiging kon worden aangevraagd bij het voormalig Sectoraal Comité van het Rijksregister. De bescherming van dit rijksregisternummer is beperkt: het kan zonder PIN-code gelezen worden met een eID-lezer en staat vermeld in elke elektronische ondertekening die wordt verstuurd.